# Harold and Maude
Harold and Maude es una película estadounidense de 1971 dirigida por Hal Ashby y protagonizada por Ruth Gordon y Bud Cort. Es una historia de amor que incorpora elementos de humor negro y drama existencial.
La película se basó en un guion escrito por Colin Higgins y fue publicado como una novela en 1971. Fue filmada en el área de la Bahía de San Francisco.
Cuando fue estrenada, la película fue un fracaso tanto crítico como comercial, pero años después se volvió una película de culto y recuperó su inversión para 1983. Ocupa el cuadragésimo quinto y sexagésimo noveno lugar, respectivamente, en las listas de las 100 mejores comedias y las 100 mejores historias de amor del American Film Institute. En 1997, la película fue considerada «cultural, histórica y estéticamente significativa» por la Biblioteca del Congreso de Estados Unidos y seleccionada para su preservación en el National Film Registry.

## Sinopsis
Harold (Bud Cort) es un joven de buena familia que esta obsesionado con la muerte. Harold se aleja de la vida que su distanciada madre le prescribe, y desarrolla lentamente una fuerte amistad, y posteriormente una relación amorosa, con una septuagenaria a quien conoció en un funeral llamada Maude (Ruth Gordon) quien le enseña a Harold a vivir la vida al máximo y que la vida es el regalo más precioso de todos.

## Reparto
- Ruth Gordon: Dame Marjorie “Maude” Chardin.
- Bud Cort: Harold Chasen.
- Vivian Pickles: Mrs. Chasen
- Cyril Cusack: Glaucus.
- Eric Christmas: Sacerdote.
- G. Wood: Psiquiatra.
- Judy Engles: Candy Gulf.
- Shari Summers: Edith Phern.
- Ellen Geer: Sunshine Doré.
- Tom Skerritt: Oficial de motocicleta.

El director Hal Ashby aparece en un cameo como un transeúnte mirando un tren de juguete en un parque de diversiones.